# Juan Zarides
Johannes o Juan Zarides o Zaridas fue un funcionario y erudito bizantino de la primera mitad del siglo XIV.
Bien poco se sabe sobre él. Muy a fines del siglo XIII, con su hermano Andrónico y el amigo de este Jorge Lacapeno, fue alumno y colaborador del gran erudito Máximo Planudes, en cuyo scriptorium ayudó a copiar numerosos manuscritos, entre los que destacan un Plutarco, un Libanio y una Retórica de Aristóteles. Al parecer, participó en la guerra civil bizantina de 1321-1328.